# Turanodinia graciosa
Turanodinia graciosa är en tvåvingeart som beskrevs av Nina Krivosheina 1996. Turanodinia graciosa ingår i släktet Turanodinia och familjen tickflugor. Inga underarter finns listade i Catalogue of Life.